# Stylogomphus lawrenceae
Stylogomphus lawrenceae – gatunek ważki z rodziny gadziogłówkowatych (Gomphidae). Został opisany w 1996 roku. Miejsce typowe to powiat Jiangcheng w prowincji Junnan w południowych Chinach. W 2001 roku opisano z Półwyspu Malajskiego podgatunek S. l. malayanus, jednak został on później podniesiony do rangi osobnego gatunku – Stylogomphus malayanus.